# Eli Kohen (politik, 1949)
Eli Kohen (hebrejsky אלי כהן‎‎; * 29. května 1949 Jeruzalém) je izraelský politik a bývalý poslanec Knesetu za stranu Likud.

## Biografie
Narodil se 29. května 1949 v Jeruzalému. Sloužil v izraelské armádě, kde získal hodnost podplukovníka (Sgan Aluf). Vystudoval matematiku a fyziku na Hebrejské univerzitě. Titul M.B.A. získal na University TVU a na Wingate Institute obdržel kvalifikaci trenéra v oboru bojových sportů. Hovoří hebrejsky, arabsky, francouzsky, japonsky a anglicky.

## Politická dráha
Byl prezidentem Izraelské asociace Shotokan Karate, místostarostou města Ma'ale Adumim, vyslancem organizace Bejtar v Severní Americe. Pracoval v oddělení mládeže a oddílů nachal při ministerstvu obrany a byl ředitele osidlovacího odboru Světové sionistické organizace.
V izraelském parlamentu zasedl po volbách v roce 1999, kdy kandidoval za stranu Likud. Mandát ale obdržel až dodatečně v únoru 2002 poté, co rezignoval Jehošua Maca. Zapojil se jako člen do práce parlamentního výboru pro práva dětí, výboru pro ekonomické záležitosti, výboru státní kontroly a výboru pro vzdělávání a kulturu.
Ve volbách v roce 2003 mandát neobhájil. Později se stal izraelským velvyslancem v Japonsku. Od roku 2010 je předsedou rady Arielské univerzity.